# Округи Португалії

Округи

Округи́ Португалії (порт. Distritos de Portugal) — адміністративно-територіальні одиниці вищого (першого) рівня в Португалії. Аналоги українських областей. Первісно в ХІХ столітті були повітами в рамках провінцій. Запроваджені після реформи адміністративно-територіального устрою країни 1976 року, що скасував провінції. Прописані в Конституції 1976 року. Станом на 2017 рік в Португалії нараховується 18 округів. Всі вони розташовані у континентальній Португалії. Території Азорських островів та Мадейри виокремленні в автономні регіони. Кожен округ очолюється цивільним губернатором, який представляє центральний уряд Португалії на місці. Коди округів містяться у стандарті ISO 3166-2:PT.

## Історія
Після Ліберальної революції 1820 року королівський уряд отримав пропозиції від лібералів провести адміністративно-територіальну реформу. Планувалося поділити країну на адміністративні округи. Ці пропозиції не були реалізовані через протистояння з консерваторами-абсолютистами.

## Список
1. Авейру
2. Бежа
3. Брага
4. Браганса
5. Віана-ду-Каштелу
6. Візеу
7. Віла-Реал
8. Гуарда
9. Евора
10. Каштелу-Бранку
11. Коїмбра
12. Лейрія
13. Лісабон
14. Порталегре
15. Порту
16. Сантарен
17. Сетубал
18. Фару

## Герби

Авейру
Бежа
Брага
Браганса
Віана-ду-Каштелу
Візеу
Віла-Реал
Гуарда
Коїмбра